# Dani klasične gitare
Dani klasične gitare je glazbena manifestacija u Splitu, Hrvatska.
Čine ju koncerti vrhunskih svjetskih gitarista, predavanja, seminara, radionica i predstavljanja hrvatskog glazbenog stvarateljstva za gitaru. Prosvjetni dio je za mladež radi njihova usavršavanja i postizanja izvrsnosti na sviračkom i umjetničkom polju.
Gitara je izabrana s razlogom jer je u hrvatskoj, i unutar nje splitskoj glazbenoj kulturi i obrazovanju duga tradicija gitare kao glazbala za izvođenje klasične glazbe. U svijetu klasične gitare visoko je cijenjena hrvatska gitaristička škola, čemu su najzaslužniji profesori hrvatskih glazbenih škola i akademija koji su odgojili nekoliko generacija vrhunskih gitarista koji se danas ubrajaju među najbolje gitariste na svijetu. Rastuće je zanimanje za sviranje klasične gitare u Splitu i kakvoća rada vidi se u stalnim uspjesima na međunarodnim i državnim natjecanjima otkamo se mladi gitaristi sa šireg splitskog područja redovito vraćaju s visokim priznanjima i nagradama. Ovom se manifestacijom splitskoj publici želi predstaviti dio bogatstva koje posjeduje hrvatska i splitska gitaristička scena.
Program se održava u Splitu te ponekad i u susjednim gradovima. Mjesta održavanja programa do sada su bili Sveučilišna galerija Vasko Lipovac, Etnografski muzej Split,  Javna ustanova u kulturi Zvonimir - Solin, Muzej grada Splita, Hrvatsko narodno kazalište, Sveti Frane, crkva Sestara anćela i prostorije Zajednice Talijana u Splitu.
Sudjelovali su do danas iz Hrvatske Srđan Bulat, Trio Evocación, Zagrebački gitaristički kvartet i dr., iz Italije Armonie trio i dr.

## Vanjske poveznice
- Dani gitare
- Dani klasične gitare na Facebooku